# Demonax diversesignatus
Demonax diversesignatus es una especie de insecto coleóptero de la familia Cerambycidae. Estos longicornios son endémicos de Java (Indonesia).
Mide unos 8 mm.